# Новокраматорський машинобудівний завод
Новокраматорський машинобудівний завод, АТ — найбільше у Європі підприємство одиничного (несерійного) важкого машинобудування завод, що розташоване в місті Краматорськ, на Донеччині.
НКМЗ один із найзначніших світових виробників обладнання для гірничо-металургійної промисловості. Зосереджений на виготовленні неповторних машин і обладнання, одне з найбільших спеціалізованих підприємств України. Завод було відкрито 28 вересня 1934 року, а урочисте закладання майбутнього велетня машинобудування, відбулося восени 1929 року. Першими його будівельниками та фахівцями стали працівники КДМЗ (сучасного СКМЗ). На спорудження нового заводу були скеровані найбільш відомі та шановні заводчани. Новий завод потребував тоді понад двадцять тисяч машинобудівників. Основний тягар із забезпечення кадрами НКМЗ, ліг якраз на СКМЗ: десятки робітників, котрі отримали звання майстра в школі праці при Старокраматорському заводі, було переведено на новий завод.

## Про підприємство

Панорама НКМЗ, центральна частина

Чисельність працівників НКМЗ станом на 1 січня 2012, складала 13 459 робітників.
Виготовляє високопотужне сучасне металургійне обладнання, підіймальні машини для шахт Донбасу, гірничодобувні, збагачувальні й інші машини та механізми. З часу заснування на підприємстві спроєктовано і виготовлено 102 вальцювальних стани, 189 міксерів для зберігання і перевезення чавуну, 45 штампувальних молотів, 20 установок для наплавлення конусів і чаш засипних апаратів доменних печей, 142 преси різного призначення, 17 машин для скочування шлаку з чавуновозних ковшів, 103 горизонтально-ковальські машини, близько 2000 крокувальних екскаваторів, понад 2000 шахтних підіймальних машин, близько 3000 рудо- і вуглемельних млинів, 18 роторних розкривних і добувних комплексів.
Машини і обладнання з маркою «НКМЗ» працюють в 49 країнах світу, зокрема у Японії, Німеччині, Франції, Італії, Канаді.
На заводі працювало понад 13,4 тисяч осіб (станом на березень 2011 року). НКМЗ багато в чому визначає технічний прогрес в машинобудуванні, металургії, енергетиці, автомобіле- і суднобудуванні, хімічній, оборонній і космічній галузях. Перелік виробів весь час оновлюється — протягом останніх років, на 80 %. Як наслідок, 2013 року завод посів 3-е місце у рейтингу підприємств високотехнологічного машинобудування України за рівнем управлінських інновацій.
До 2010 року завод утримував найбільший у Донецькій області дитячий оздоровчий центр — за зміну, яка тривала зазвичай три тижні, там могло відпочити більше 1000 дітей.
Найбільш відомі очільники — з 1963 по 1972 роки, підприємством керував майбутній прем'єр-міністр України Віталій Масол, а з 1988 року по 2002 рік, директор, генеральний директор, голова правління, президент НКМЗ — Скудар Георгій Маркович, Герой України 1999 року за видатні трудові досягнення (президент Леонід Кучма).

### Цікаві дані
Після того, як 1957 року на заводі НКМЗ, побудували два гідравлічні преси зусиллям 75 000 тонн, припинилося світове лідерство США у виробництві важких пресів (з двома 50 000 тонними машинами виготовленими 1955 року й які працюють досі на аерокосмічну промисловість). Перший виріб краматорчан, був призначений для заводу в Самарі, котрий згодом став належати російському філіалу американської Alcoa. Другий був встановлений у Верхній Салді (Російська Федерація) і використовується ВСМПО-АВІСМА, провідним світовим виробником титану та інших спеціальних сплавів. Обидва велетні мають робочий стіл 16000*3500 мм і сягають у висоту 35 метрів, 22 метри з яких знаходяться під підлогою. Поза двома наддержавами з пресового будування (Україною та США), Франція стала третьою країною, яка оснастила себе гідравлічним пресом такої потужності: цей 65 000-тонний гідравлічний прес, який також побудовано у Краматорську — на НКМЗ, був встановлений в Іссуарі 1971 року, для виробництва консолей крил надзвукових пасажирських літаків Конкорд. Машина належить Interforge, має 36 метрів у вишину і виробляє складові для Airbus, Boeing, космічної та транспортної промисловості. Попри те, що в КНР, 2013 року побудовано прес потужністю 80 000 тонн, він застосовується зрідка, оскільки виявився не досить технологічним, тож вироби НКМЗ і досі залишаються найпотужнішими постійно використовуваними пресами у світі.

#### Музей історії
Музей історії НКМЗ розташований на 3 поверсі лівого крила Палацу культури НКМЗ (єдиної пам'ятки архітектури у місті).
Його засновано у вересні 1970 року. Починається музей із приймальної зали, де розміщені макети заводської техніки, переважно тієї, яка є гордістю підприємства. Тут виставлено макет «крокувального-драглайн» екскаватора, котрі працюють у багатьох країнах Європи та Азії.
Музей має 8 зал загальною площею 800 кв. м, обійшовши які можна простежити не лише історію «Заводу-заводів» (так часто називають НКМЗ), а й побачити — як разом із підприємством розвивалося і власне, місто Краматорськ. Виставка зали №1 присвячена будівництву заводу. Тут дуже багато чорно-білих світлин, предметів побуту тодішніх часів, бюстів, вивісок — в інших залах, наявні макети найвідоміших машин, виготовлених на підприємстві у різні часи.

## Основні віхи підприємства

### Перша продукція
- 1936, грудень – перша велика машина - закінчено виготовлення найбільшого в Європі слябінгу 1100 для Запоріжсталі.

- 1938, 1 травня – зданий в експлуатацію виготовлений на НКМЗ Кримський міст через Москву-річку.

- 1939...1940 – вироблено портальні крани для каналу Москва – Волга, тюбінги для Московського метрополітену.

- 1941 – завод випускає бронепоїзди та важкі артилерійські гармати.

### Завод у рокиДругої світової війни
- 1941, 10 жовтня – Офіційна зупинка заводу за наказом Державного комітету оборони.

- 1941, 22 жовтня – Завершено евакуацію заводу. Обладнання та співробітники підприємства перевезені в міста Орськ, Юргу Російської Федерації.

- 1941, жовтень...1943, вересень – Впродовж окупації завод належав Альфріду Круппу. Продукцію заводу становили круподерні та вози.

- 1943, вересень – Під час відступу, німецькі війська знищили завод[7]. Збитки становили 500 мільйонів радянських карбованців.

### Післявоєнний розвиток
- 1948, листопад – Випущено перший екскаватор.

- 1957...1961 – Виготовлено найпотужніші у світі преси зусиллям 750 МН (75 000 тонн) для Самарського та Верхньосалдинського металургійних заводів, Російська Федерація.

- 1960, червень – Завод перейшов на семигодинний робочий день.

- 1966, 1 вересня – Підприємство перейшло на п'ятиденний робочий тиждень.

- 1971, 12 серпня – У місті Іссуар запущено виготовлений для Франції гідравлічний штампувальний прес зусиллям 650 МН (65 000 тонн).

- 1985, квітень – Вперше у світі виготовлено гідропривід з розміром робочого ходу штока гідроциліндрів - 14,8 метри для В'єтнаму.

- 1986 – Створено неповторний підіймально-установний агрегат для космічного корабля багаторазового використання "Буран".

### Післявідновленнянезалежності України
- 1993 – Кабінет Міністрів України дозволив приватизацію орендного об'єднання НКМЗ.

- 1994, 12 січня – Конференція трудящих затвердила Установчий Договір закритого акціонерного товариства, 1 квітня Статут АТ зареєстровано офіційно.

- 1995 – Прийнято дивізійно-функціональну структуру підприємства, завод поділено на п'ять виробництв.

- 1999...2001 – Окремо розташований по вул. Дружби цех № 20, переведено на терени заводу та перетворено на виробничу ділянку.

- 2001 – Підприємство викупило 50% + 1 акцію у фізичних власників та передало контрольний пакет дочірній фірмі «Машінвест».

- 2006 – Дві  структурні частини заводу: виробництво серійних машин (ВСМ) та виготовлення товарів народного споживання (ВТНС), перетворені на виробництво валків та енергетичного обладнання (ВВіЕО) та виготовлення металоконструкцій (ВМК).

- 2007 – НКМЗ викупив у міста 328 га власної території.

- 2007, березень...серпень 2008 – Оновлення мартенівського цеху зі спорудженням нової 50-тонної електродугової печі замість мартенівських.

- 2010, липень – На площах термічного цеху № 2 введено в дію 3-й ковальсько-пресовий цех.
- 2014 – У своїй доповіді голова правління ПАТ, генеральний директор підприємства Геннадій Суков зазначив, що «попри кризу, котра поглиблюється, військові дії на теренах Краматорська, обсяг надходжень грошових коштів перевищив показники 2013 року на 9,2%; обсяг товарної продукції – на 1,7 %»[8].
- 2016, вересень – НКМЗ уклав контракт на виготовлення металургійного обладнання для сталевого сортового стану заводу, що реконструюється, у Челігоні (Індонезія).[9]
- 2017 – На НКМЗ впроваджується багаторівнева благодійна соціальна програма «НКМЗ для Краматорська», спрямована на вирішення проблем інфраструктури міста за заявками мешканців або місцевих громад; допомога закладам освіти та охорони здоров’я у відновленні приміщень і придбанні обладнання; залучення городян до здорового способу життя; організація велелюдних культурних і спортивних заходів. Вартість програми «НКМЗ для Краматорська», 2017 року – 54 636 545 гривень.[10]
- 2019 – Колектив гідно зустрів 85-річний ювілей заводу: досягнуто збільшення обсягу продажів на 20,8%, випуску товарної продукції на 15,4%, реалізації товарної продукції – на 19,9%. Експорт виготовленої продукції зріс на 13,2%, а середньомісячна заробітна плата склала 16216 грн., що на 39,8% вище за рівень 2018 року.[11]
- 2020 – За рік на ПрАТ "НКМЗ" вироблено 2846 тонн доменного й сталеплавильного устаткування, наприклад міксер стаціонарний для Маріупольської "Азовсталі" (Україна), конвертер i міксер для закордонних замовників; 1494 тонни металургійного й прокатного устаткування, зокрема стенд підіймально-поворотний для Дніпровського меткомбінату м. Кам'янське (Україна), роликові печі й рольганг стана для чеських замовників, пристрій головного приводу чистових клітей, кристалізатори, стенд складання-розбирання опорних вальців для стану 2500, система охолодження вальців, система змазування чистових клітей, рольганги, моталка, ножиці гідравлічні, завантажувальний пристрій, кулепрокатний стан для закордонних замовників; 16994 тонни виробів для вальцювання замовникам з України та країн ближнього й далекого закордоння; тощо.[12]
- 2022, 27 лютого – На зборах за участю президента підприємства, членів наглядової ради, дирекції, голови профспілки та директорів дивізіонів, через військову агресію Російської Федерації, було прийнято рішення про тимчасове припинення роботи підприємства і його консервацію.[13] Завод перереєстровано в Києві.
- 2022, 5 червня – внаслідок ракетного обстрілу заводу з боку Російської Федерації зруйновано будівлі НКМЗ, загинули робітники.[14]
- 2022, 19 липня – Верховна Рада ухвалила рішення передати майно НКМЗ у державну власність, через загрозу захоплення заводу російськими військами, котрі перебувають в 30 кілометрах від міста. Ідеться не про втручання в діяльність приватного підприємства (вибори керівництва, тощо), а про відчуження деякого «обладнання підприємства, котре може бути залучено до оборонно-промислового комплексу» (виготовлення великокаліберних снарядів, складових артилерійських озброєнь – стволів та новітніх вітчизняних комплексів артилерійського озброєння).[15]
- 2022, 21 липня вночі (о 2.30) територію заводу було знову обстріляно ракетами російською армією.[16]
- 2023, 5 травня — російськими ракетами пошкоджена адмінбудівля заводу[17].

## Фінансові показники

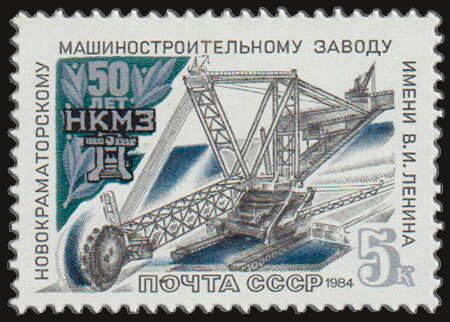
Поштова марка "50 років НКМЗ", пошта СРСР, 1984 року із зображенням роторного екскаватора

Вартість основних та оборотних засобів заводу перевищує 2 824,17 млн грн., загальний чистий прибуток, який отримало підприємство 2007 року — 461,285 млн грн., за нарощувальним принципом за 2003—2007 рр. — 1 050,385 млн грн.
2010 рік підприємство закінчило з такими показниками:
- Чистий прибуток — 460,522 млн грн.
- Внутрішні інвестиції — 267 млн грн.
- Усього активів — 4,117 млрд грн.[18].

2011 рік:
- Чистий прибуток — 169,984 млн грн.

2020 рік:
- Продано виробів на 5,77 млрд грн.[12]

2021 рік
- Forbes оцінював НКМЗ у $215 млн. Згідно з фінансовою звітністю підприємства за 2020 рік, вартість його активів – 7,8 млрд грн.[19]

## Директори, генеральні директори Новокраматорського машинобудівного заводу
- 1933—1936 — Кирилкін Іван Тарасович
- 1936—1937 — Сатель Едуард Адамович
- 1937 — Фалькович Зиновій Йосипович
- 1937—1941 — Задорожний Костянтин Олексійович
- 1941 — в.о. Яковлєв Василь Миколайович
- 1942 — Новосьолов Юхим Степанович
- 1943—1947 — Піщаний Ничипір Федорович
- 1947—1948 — Умнягін Михайло Григорович
- 1948—1949 — Яковлєв Василь Миколайович
- 1949—1952 — Катеринич Іван Трохимович
- 1952—1954 — Бабич Микола Іванович
- 1954—1963 — Глазирін Володимир Іванович
- 1963—1972 — Масол Віталій Андрійович
- 1972—1976 — Булатов Юрій Васильович
- 1977—1988 — Мацегора Євген Олександрович
- 1988—2002 — Скудар Георгій Маркович
- 2002—2007 — Панков Андрій Вікторович
- 2007 —2020 Суков Геннадій Сергійович
- 2020 — Боярський Юрій Іванович[20]

Станом на лютий 2022 року НКМЗ належить родині віцепрезидента Георгія Скударя, яка володіє 78% акцій заводу. 22% компанії розподілено серед великої кількості міноритаріїв, жодному з яких не належить понад 1%.
Адреса: НКМЗ, 84305, м. Краматорськ 5, Донецької області, Україна Телетайп: 330171 GROM UX; http://www.nkmz.com [Архівовано 3 грудня 2012 у WebCite]
- У цехах НКМЗ